# Yu Hexin
Yu Hexin (né le 1er janvier 1996 à Canton) est un nageur chinois, spécialiste du sprint en nage libre.

Il remporte le titre du 50 m nage libre lors des Jeux asiatiques de 2018, en battant notamment le recordman d’Asie, Katsumi Nakamura.